# Camelinopsis
Camelinopsis es un género monotípico de la familia Brassicaceae. La única especie, Camelinopsis campylopoda, es originaria de Irak.

## Taxonomía
Camelinopsis campylopoda fue descrito por (Bornm. & Gauba) A.G.Mill. y publicado en Notes from the Royal Botanic Garden, Edinburgh 36: 32. 1978.
Sinonimia
- Cochlearia campylopoda Bornm. & Gauba	[3]